# ブタ (コンゴ民主共和国)
ブタ（フランス語: Buta）は、コンゴ民主共和国の北部低ウエレ州ルビ川沿いに位置する町で標高430m、キサンガニから324kmのところに位置する。
2009年の人口は約50130人である。

## 歴史
2005年初頭に町の中心で肺ペストが流行した。

## 交通

### 空港
市内には、ブタ・ゼガ空港がある。

### 道路
- トランス・アフリカ・ハイウェイ8号線